# Кольбланк (станция метро)
Кольбланк (кат. Collblanc) — пересадочная станция Барселонского метрополитена, обслуживающая линии 5, 9S и 10S. Станция расположена в одноимённом районе города Оспиталет-де-Льобрегат. Выходы со станции ведут на проспекты Кольбланк, Травессера-де-лес-Кортс и улицу Франсеск Лайрет.
Это ближайшая станция к стадиону ФК «Барселона» — «Камп Ноу». Ближайшими к данной станции выходами являются выходы с 11 по 16.

## Линия 5
Платформа линии 5 была открыта 3 ноября 1969 года в составе участка "Ла-Сагрера" — "Кольбланк" под названием Сан-Рамон.
В 1982 после реорганизации номеров линий и массового переименования станций станция получила нынешнее название.
Станция имеет две береговые платформы прямой формы длиной 95 метров.
В 1999 году фасады стен платформы были реконструированы. В процессе реконструкции оригинальная зелёная плитка была заменена на белый пластик.

## Линии 9S и 10S

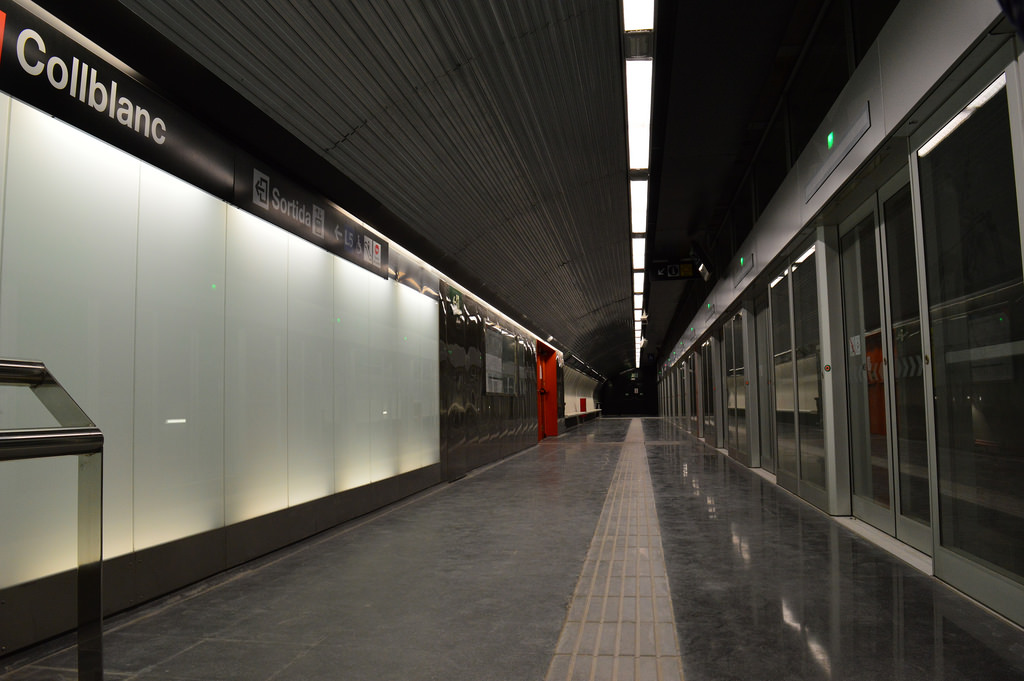
Верхний ярус платформы линий 9S и 10S

Платформа линии 9S открылась 12 февраля 2016 года в составе пускового участка линии 9S "Аэропорт Т1" — "Зона Университариа"
8 сентября 2018 года через данную платформу открылось движение по южному участку линии 10 (кат. Linia 10S) до станции "Фок".
Как и на всём участке от «Зона Университариа» до «Кан Триес — Гурналь», платформы станции находятся в одном тоннеле и расположены друг над другом. По верхнему ярусу поезда линии 9S следуют в сторону станции "Зона Университариа", по нижнему — в сторону "Аэропорт Т1" (линия 9S) и "Фок" (линия 10S).
На станции установлены платформенные раздвижные двери.